# Los Actores de la Isla Ember (Avatar: La Leyenda de Aang)
Los Actores de la Isla Ember (Avatar: La Leyenda de Aang) es el quincuagésimo séptimo episodio de la serie Avatar, la leyenda de Aang, y el décimo séptimo del Libro 3: Fuego. Se tratará sobre una obra de teatro a los que Aang, Katara, Sokka, Suki, Toph y Zuko van a ver por sugerencia de Sokka, donde se muestra una parodia cómica sobre sus aventuras interpretadas por actores no muy talentosos
El título de este episodio fue revelado originalmente por el sitio DongbuFeng.net de forma extraoficial el 15 de febrero del 2008 y sin revelar detalles sobre su trama, sin embargo, la ambigüedad de su título en inglés (Players) provocó confusiones sobre su significado (Jugadores o Actores) hasta que fuentes oficiales determinaron que "Actores" era el término correcto  
ref1 (enlace roto disponible en Internet Archive; véase el historial, la primera versión y la última)., ref2, ref3
En el Comic-con celebrado en Nueva York el 19 de abril de 2008 fue presentado un clip de alrededor de 7 minutos mostrando parte del contenido de este capítulo, así como diseño de personajes, sobre todo de los actores que parodian a los protagonistas. También se mostraron un par de escenas fugaces en el tráiler de la segunda mitad de la tercera temporada.

## Sinopsis
Aang y Zuko se encuentran practicando algunos movimientos simultáneos de Fuego-control en el patio, con lo cual Aang demuestra haber dominado bastante bien esta disciplina, así como también Zuko al adoptar este nuevo método de Fuego-control aprendido por los Dragones. Mientras están entrenando, Toph está recostada en los escalones junto a Katara (Ambas usando sus trajes de la Nación del Fuego), quien observa atentamente los movimientos de Aang y Zuko. Acto seguido, ambos terminan la rutina satisfactoriamente, se felicitan uno al otro y se acercan a la fuente de agua que se encuentra en medio del patio para refrescarse. 
En ese momento, Sokka y Suki (También disfrazados la moda de la Nación del Fuego) entran en escena apresuradamente anunciando que hay una obra sobre ellos según un póster que encontraron afuera, el cual lee detenidamente. Esta se trata de una producción que muestra las aventuras del Avatar y sus amigos desde el comienzo de la serie, y los alienta a asistir. Zuko recuerda como de niño asistía a ver a este grupo de teatro no muy alegremente y Katara no se muestra interesada en ver una obra de teatro sobre ellos mismos, pero Sokka expresa su entusiasmo al respecto, alegando que era el tipo de actividades sin sentido que había estado extrañando. terminando convenciéndolos.
Al anochecer, Aang y su grupo toman sus asientos en el teatro en la parte más alta, a lo cual Toph expresa su descontento al decir sarcásticamente que no se alcanza a ver desde ahí,  a lo que Katara dice que no se preocupe por ello porque le contara todo lo que ocurra. Aang y Zuko discuten por su asiento, ya que Aang quiere sentarse junto a Katara. En ese momento empieza la obra. La primera parte muestra una interpretación distorsionada de lo que realmente sucedió en la primera temporada, lo cual incomoda a los protagonistas (Por ejemplo, a Katara la hacen pasar como una llorona dramática, la cicatriz de Zuko esta en el lado equivocado y Aang es interpretado por una chica, lo cual le hace ver muy afeminado), aunque algunos detalles son inconvenientemente muy apegados a la realidad (Como el fugaz romance entre Jet y Katara, la mala actitud de Zuko y su obsesión por encontrar al Avatar para recuperar su honor). Incluso cambian el apasionado gusto por el té de Iroh por simple pastel y omiten deliberadamente capítulos de relleno como el Gran Cañón del Reino Tierra (haciendo a alusión a la mala crítica del episodio por parte de los fanes). Otra escena que causó desagrado entre los personajes fue cuando se representa el rescate del avatar (Aang) por parte del espíritu azul (Zuko). 
Al final de esta escena ambos se ven muy desagradados. Sokka se muestra enormemente conmovido por la escena donde se despide de la Princesa Yue cuando se vuelve el Espíritu de la Luna, y mientras Suki se burla diciéndole a Sokka que nunca le contó que fue novio de la luna y este, mientras lloraba (de forma cómica) le pide a Suki que guarde silencio porque intentaba ver la obra (o al menos esa parte de ella) a lo cual ella se queda medio ofendida. Al final de la primera parte, todos los protagonistas se muestran muy avergonzados a excepción de Toph, quien vio muy gracioso todo esto y considera un genio a quien escribió la obra, pues a ella no le toco vivir esta parte de la historia.
El gusto de Toph sigue durando aun cuando en la segunda parte descubre que su personaje es interpretado por un voluminoso hombre. También se parodia los diferentes peinados que tuvo Zuko durante la serie, así como se muestran versiones no muy apegadas a la realidad de Azula, Mai, Ty Lee y El Señor del Fuego. La última escena de la segunda parte es la de Katara y Zuko en las cuevas de Ba Sing Se, donde Katara le dice a Zuko que lo ama a lo que Zuko le contesta que él pensaba que ella era la chica del avatar, pero la Actriz que interpreta a Katara le dice que ella quiere a Aang como un hermano. En ese momento Aang se enoja y se va.
Katara, quien no vio a Aang por un rato, decidió salir del teatro y encuentra a Aang afuera. Le pregunta si le sucede algo malo, a lo que Aang le pregunta si realmente ella lo ve a él como su hermano. Luego Aang le pregunta por qué nunca le habló del beso que se dieron antes del Día del Sol Negro. Entonces, Katara le dice que ella está muy confundida acerca de su relación con Aang. Entonces, Aang hace como que no escucha y la besa de nuevo. Katara se aleja un poco molesta ya que le había dicho a Aang que estaba confundida y que ese beso la confundió más, cuando katara entra , aang muy frustrado se reprocha a sí mismo
Aang luego vuelve a entrar a la obra y la actuación continua. Sokka le dice que ya pasaron la parte de la Dama Pintada y la del Hombre Combustion. La siguiente escena es la del Día del Sol Negro. Luego muestran como Zuko se une a ellos. Sokka se alegra porque haya terminado la obra, pero para su sorpresa esta continua con el futuro. Zuko se enfrenta a Azula y muere al igual que Aang al enfrentarse al Señor del Fuego. Todos se quedan sorprendidos en ese momento. Al salir del teatro los chicos comentan que la obra era muy mala aunque según Sokka, tenía buenos efectos especiales.